# Pellona altamazonica
Pellona altamazonica är en fiskart som beskrevs av Cope 1872. Pellona altamazonica ingår i släktet Pellona och familjen Pristigasteridae. Inga underarter finns listade i Catalogue of Life.